# Ричардс, Сэнди
Сэнди Ричардс (англ. Alexandra Angela «Sandie» Richards; род. 6 ноября 1968, Кларендон, Мидлсекс) — ямайская легкоатлетка (бег на короткие дистанции, эстафетный бег), чемпионка и призёр чемпионатов мира, призёр двух Олимпиад, участница пяти Олимпиад.

## Карьера
Чемпионка Игр Центральной Америки и Карибского бассейна 1998 года в Маракайбо. Чемпионка (2001), серебряный (1997) и бронзовый (1993, 1997, 2003) призёр чемпионатов мира. Чемпионка (1993, 2001) и серебряный призёр (1995, 1997, 2001, 2003) чемпионатов мира в помещении. Победительница (2002), серебряный (1998) и бронзовый (1994, 1998) призёр Кубка мира.
На летней Олимпиаде 1988 года в Сеуле, выступая в соревнованиях по бегу на 400 метров Ричард не смогла пробиться в финальную часть соревнований. В эстафете 4×400 метров сборная Ямайки, в составе которой выступала Ричардс, заняла пятое место.
На следующей Олимпиаде в Барселоне Ричардс пробилась в финал бега на 400 метров и заняла 7-е место (50,19 с). В эстафете 4×400 метров сборная Ямайки снова стала пятой.
На Олимпиаде 1996 года в Атланте Ричардс в беге на 400 метров повторила результат прошлой Олимпиады (7-е место), а сборная Ямайки в эстафете 4×400 метров заняла 4-е место.
Летняя Олимпиада 2000 года в Сиднее стала самой успешной в карьере Ричардс. Хотя она не смогла пробиться в финальную часть соревнований в беге на 400 метров, в эстафете 4×400 метров сборная Ямайки завоевала серебряные медали Олимпиады.
На последней для себя Олимпиаде 2004 года в Афинах Ричардс выступала только в эстафете 4×400 метров, где сборная Ямайки завоевала бронзовые медали этой Олимпиады.